# گروه (دستور زبان)
گروه یا عبارت (به عربی: عبارة) مجموعه‌ای از یک یا چند واژه است، که در نحو جمله همچون یگانی مستقل عمل می‌کند. هر گروه هسته‌ای دارد که می‌تواند یک یا چند وابسته داشته باشد؛ بنابراین، وجود هسته در هر گروه الزامی‌ست اما وجود وابسته الزامی نیست. گروه‌ها را بر اساس رده واژگانی هسته‌شان نام می‌گذارند:
- گروه اسمی: هستهٔ این گروه از ردهٔ واژگانی «اسم» است.
- گروه فعلی: هستهٔ این گروه از ردهٔ واژگانی «فعل» است.
- گروه صفتی: هستهٔ این گروه از ردهٔ واژگانی «صفت» است.
- گروه قیدی: هستهٔ این گروه از ردهٔ واژگانی «قید» است.
- گروه حرف اضافه‌ای: هستهٔ این گروه از ردهٔ واژگانی «حرف اضافه» است.